# 自動車大競走 (1924年)
1924年（大正13年）4月の自動車大競走会（じどうしゃだいきょうそうかい）は、日本の東京府立川市において開催された四輪自動車レースである。日本自動車競走大会の第4回大会にあたる。

## 主なトピック

### 開催の背景
1923年（大正12年）7月に大阪で第3回大会が開催された後、同年9月1日に関東大震災が発生し、この大会の参加者や関係者も大部分が被災した。同時に、この震災は、日本における自動車の位置付けに大きな変化を生じさせた。
震災によって鉄道が甚大な被害を被り、路面電車も東京市電がほぼ壊滅した一方で、それまで贅沢品と見られていた自動車は、車両が通れるスペースさえあれば走行できることから、人や物資を運ぶことで復興に寄与してその有用性を広く認められるようになった。この出来事を契機として、日本における自動車の台数は急速に増えていき、自動車への関心も高まった。
結果として、この震災は自動車競走大会にも二律背反した影響を与え、震災による被害が大会継続に困難を与えた一方、震災復興時に生じた自動車への関心の高まりは、この第4回大会の開催実現を後押しするものとなった。
そんな中、1924年（大正13年）初めになって、4月に自動車競走を開催するという話が持ち上がった。前年の震災から数か月が経ち、復興が徐々に進んだことで東京の人々も行楽に飢えている時期でもあった。既にオートバイレースに関心を示していた帝国陸軍も、四輪自動車によるこの大会にも支援の意向を示した。

### 参加者の増加

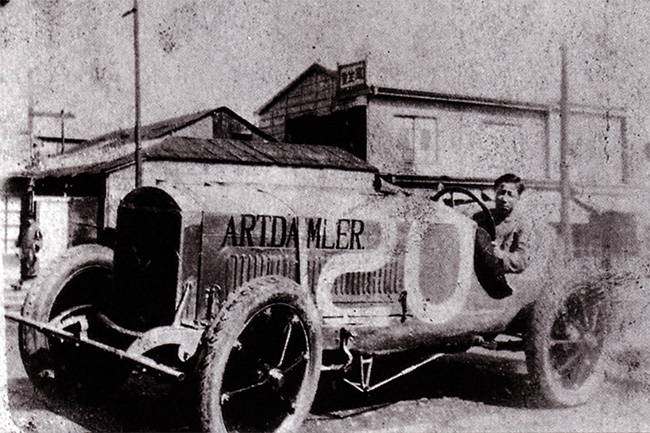
アート・ダイムラー（アート商会）。日本自動車競走大会では初の航空機用エンジンを搭載した参加車両。

前年の震災によって自動車への需要と関心が高まったことを背景として、この大会では多くの新しい参加者が加わった。
このレースではアート商会が初めて参戦し、航空機エンジンを用いたアート・ダイムラー（通称「ダイムラー号」）を持ち込んだ。また、白楊社は第2回大会で投入したマーサーに代えて、米国車のガードナーをレース仕様に仕立てた車両を持ち込んだ。

## 会場
それまでの東京で開催されていた大会（第1回と第2回）は洲崎の埋め立て地を開催地としていたが、同地は震災で被災して使用できなくなっていたため、帝国陸軍の協力の下、立川飛行場（1922年開設）が会場に充てられることとなった。前回の大阪の城東練兵場に続いて陸軍の敷地であり、これは自動車関係者と陸軍関係者の間に緊密な関係ができていたため実現したと考えられる。
広大な立川飛行場が会場となったことで、1周2マイル（約3.2 km）の長さのコースを余裕を持って設定することが初めて可能となり、コース幅も非常に広くとられた。
しかし、会場となったのは飛行場用として整備される前の未開地で、レースコースはほとんど整地されていない麦畑に作られ、レース中はあまりの上下動のひどさにボンネットなどが外れてしまう車が続出し、走っている車がどれも裸同然になるほどだった。コーナーはバンクしておらず、路面もとても荒かったが、コース幅を非常に広く設定できたことが幸いし、この大会ではコースアウトによるクラッシュや、前回大会で起きたような車両同士の接触は全く発生しなかった。

## 内容
当初の予定では4月13日（日）に決勝レースが行われる予定で、参加台数が多かったため、4月10日（木）に代々木練兵場で予選が行われた。しかし、13日に26 ㎜を超える降雨があったため、決勝は20日（日）に延期された。
レース当日は開催地である立川町の記念日にあたり、入場料は無料となる。加えて、季節も良く、この回は大変な盛況となり、4万人以上の観客が立川飛行場に足を運んだと言われている。花見客の時期と重なったこともあって、レース開催日には新宿駅から立川駅まで臨時列車が運行されたが、各駅で乗り切れない客が出るほどの賑わいとなった。立川駅から会場までの道も会場を目指す観客であふれた。
結果として、コースの規模やコンディション、当日の内容の面から、「日本で最初のレースらしい走りがいのあるもの」になったと評価されるレースとなった。

## 運営関係者
- 審判: 小林吉次郎（アンドリュース・アンド・ジョージ商会）、野澤三喜三、屋井三郎[3][26]

## エントリーリスト
24台という東京開催では最多となる多数の車両が参戦した
この大会では、レースの開催前に代々木練兵場において予選が行われ、参戦車両をその走り具合から「A」「B」「C」の3クラスに分けた。
| 車番  | 等級 | ドライバー    | 車両の登録名（車両名）       | 補足 |
| ----- | ---- | ------------- | ---------------------------- | --- |
| 1     | A    | 中村重忠      | ハドソン                     | 藤本のハドソンを再現したレプリカ。精巧なレプリカであることに加えて、新車であるため、藤本の古いハドソンより有利と見られていた。 |
| 2     | A    | 伊達秀造      | マーサー                     | |
| 3     | C    | 森田捨次郎    | ロコモビル                   | |
| 4     | A    | 丸山哲衛      | ロジャー                     | |
| 5     | A    | 関根宗次      | プレミア                     | 関根はこのレースからプレミアの使用を始め、大会全体を通じて優位を保ち、決勝レースでも優勝する。 |
| 6     | A    | 高橋治雄      | スタッツ                     | |
| 7     | A    | 藤本軍次      | ハドソン                     | 歴戦を重ねた藤本のハドソンは、すでに車体のフレームにガタが来ていたことを大会前から懸念されていた。 |
| 8     | B    | 内山駒之助    | チャルマー・マスターシックス | 1915年型。内山のチャルマーは旧式で直線の速さは持たなかったが、コーナリングの高速旋回性能は優れていると言われていた。 土曜に行われた練習走行では最速タイムを記録した。 |
| 9     | C    | 沢口（澤口）※ | オークランド                 | |
| 10    | A    | 千葉※         | キング                       | |
| 11    | C    | 菅原敏雄      | ガードナー                   | 車主は白楊社。 |
| 12    | C    | 小林※         | テルコ・ビッドル             | |
| 14    | C    | 坂井（堺）※   | 報知                         | |
| 15    | C    | 三津石六郎    | ヤングフェロー               | 「ヤングフェロー」の名はレース当日に付けられたもので、実際の車両はロコモビル。 |
| 17    | C    | 佐久間章      | シボレー                     | |
| 18    | C    | 刀根六兵衛    | チャンドラー                 | |
| 19    | C    | 茂手木※       | パッカード                   | |
| 20    | A    | 榊原真一      | アート・ダイムラー           | 車主はこの大会から参戦したアート商会。事前記事では、エンジンの出力は120馬力で路面状況が良ければ平均時速80マイルから90マイル、路面がどんなに悪かったとしても平均時速60マイルは出ると伝えられていた。 その高い出力はレース前から周知され、他の車と比べて非常に大きな車体でもあったことからも注目を集めた。 |
| 40    | B    | 沢田（澤田）※ | ピアレス                     | |
| 41    | B    | 森田（憲）    | エム・ユー・シックス         | エム・ユー・シックス（M. U. Six）はキャデラックの車体とコンチネンタル製エンジンを組み合わせた改造車両。 |
| 41    |      | 森田（憲）    | デビス                       | 当日の写真には写っているが、結果表には名前がない。 |
| 43    | B    | 米沢（米澤）※ | チャルマー                   | |
| 44    | B    | 菊池※         | ワーレン                     | 当日の写真には写っており、事前のエントリー表にも名前があるが、結果表には名前がない。 |
| 47    |      |               | マクスウェル（Maxwell）      | エントリー表には名前がないが当日の参加は確認できる。第3レースに出場したが、ペースについていけず早々にリタイアしたとされる。 |
| 出典: |      |               |                              | |

- ※印 ドライバーの名前が不明。
- 車番20までの18台（18名）は雑誌『モーター』（極東書院）の結果表に名前がある[26]。他はエントリーリストには名があるが、レース結果には名がない。

## 各レースの1着
各レースには賞典がかけられ、各者の名の下にレースが行われ、賞が授与された。
| レース (距離)     | 周回数 | 等級    | 賞典                            | 車番 | ドライバー | 車両の登録名（車両名） | タイム | 補足                                                                             | 出典                            |
| ----------------- | ------ | ------- | ------------------------------- | ---- | ---------- | ---------------------- | ------ | -------------------------------------------------------------------------------- | ------------------------------- |
| 第1回（10マイル） | 5      | C       | ライジングサン石油              | 11   | 菅原敏雄   | ガードナー             | 11:49  | 7台が参戦。2着・小林（12:48）、3着・佐久間（15:28）。 レースは菅原の楽勝だった。 | [ 1 ] [ 8 ] [ 3 ] [ 34 ] [ 37 ] |
| 第2回（15マイル） | 7.5    | A, B, C | グッドイヤー                    | 7    | 藤本軍次   | ハドソン               | 17:18  | 9台が参戦。2着・関根（17:36）、3着・榊原（18:24）                                | [ 1 ] [ 8 ] [ 3 ] [ 34 ] [ 37 ] |
| 第3回（20マイル） | 10     | B, C    | ジャパン・アドバタイザー        | 12   | 小林       | テルコ・ビッドル       | 25:17  | 7台が参戦。下記の第3レース。                                                     | [ 1 ] [ 13 ] [ 34 ] [ 43 ]      |
| 第4回（50マイル） | 25     | 決勝    | 日本自動車競走倶楽部 報知新聞社 | 5    | 関根宗次   | プレミア               | 58:19  | 12台が参戦。下記の決勝レース。                                                   | [ 1 ] [ 13 ] [ 34 ]             |

## 各レースの内容

### 第3レース
レース開始直後、トップを奪った菅原を2番手の内山が激しく攻めるが、2周目に内山の車のエンジンが停止してしまう。
内山がリタイアした後、小林が2番手になったが、小林のテルコ・ビッドルはエンジンに不調を抱えていたため、菅原は悠々とレースをリードする。しかし、菅原のガードナーはゴールまで残り100ヤード（約91メートル）のところでエンジンが止まってしまい、小林が逆転優勝を果たした。菅原はエンジンの再始動に成功し、なんとか2位に滑り込んだ。
| 順位  | 車番 | ドライバー | 車両                         | 周回数 | タイム |
| ----- | ---- | ---------- | ---------------------------- | ------ | ------ |
| 1     | 12   | 小林       | テルコ・ビッドル             | 10     | 25:17  |
| 2     | 11   | 菅原敏雄   | ガードナー                   | 10     | 26:57  |
| 3     | 15   | 三津石六郎 | ヤングフェロー               | 10     | 27:30  |
| DNF   | 41   | 森田（憲） | エム・ユー・シックス         | 7      |        |
| DNF   | 8    | 内山駒之助 | チャルマー・オールドシックス | 2      |        |
| DNF   | 47   | (不明)     | マクスウェル                 | 2      |        |
| 出典: |      |            |                              |        |        |

### 決勝レース
最終レースは50マイルレース（25周）で争われた。
スタート直後に内山が首位を奪い、3周目の時点で上位勢は、内山、伊達、関根、菅原、藤本、榊原という順だった。
4周目で関根が伊達から2番手を奪い、8周目に首位の内山が燃料タンクのトラブルにより車を止め、これにより関根が首位に立った。
同じ頃、藤本の車両はラジエーターキャップの不具合を起こし、噴出した高温の水蒸気が藤本の視界を遮るトラブルが発生した。これにより後退した藤本は周回遅れに沈み、首位は関根、2番手は菅原、3番手は伊達となる。13周目には菅原がエンジントラブルによりピットストップを余儀なくされ、修復して再スタートはできたものの、大きく後退して優勝争いから脱落する。
以降は何事もなく、関根が首位でレースを走り切り、優勝を手にした。
| 順位  | 車番 | ドライバー | 車両                         | 周回数 | タイム             |
| ----- | ---- | ---------- | ---------------------------- | ------ | ------------------ |
| 1     | 5    | 関根宗次   | プレミア                     | 25     | 58:19もしくは58:14 |
| 2     | 2    | 伊達秀造   | マーサー                     | 25     | 1:03:07            |
| 3     | 7    | 藤本軍次   | ハドソン                     | 24     | 1:11:00            |
| 4     | 15   | 三津石六郎 | ヤングフェロー               |        | 1:13:41            |
| 5     | 11   | 菅原敏雄   | ガードナー                   |        | 1:14:14            |
| 不明  | 47   | (不明)     | マクスウェル                 |        | [ 注釈 15 ]        |
| DNF   | 8    | 内山駒之助 | チャルマー・マスターシックス | 8      | 燃料タンクの破損   |
| DNF   | 3    | 森田捨次郎 | ロコモビル                   | 8      | 原因不明           |
| DNF   | 20   | 榊原真一   | アート・ダイムラー           | 7      | コースアウト       |
| 不明  | 1    | 中井重忠   | ハドソン                     |        |                    |
| 不明  | 17   | 佐久間章   | シボレー                     |        |                    |
| 不明  | 41   | 森田（憲） | エム・ユー・シックス         |        |                    |
| 出典: |      |            |                              |        |                    |